# Tân Hưng, Đồng Phú
Tân Hưng là một xã thuộc huyện Đồng Phú, tỉnh Bình Phước, Việt Nam.
Xã Tân Hưng có diện tích 171,97 km², dân số năm 1999 là 2.556 người, mật độ dân số đạt 15 người/km².